# Delimeđe
Delimeđe (cyr. Делимеђе) – wieś w Serbii, w okręgu raskim, w gminie Tutin. W 2011 roku liczyła 509 mieszkańców.